# Zane Eglīte
Zane Eglīte (ur. 10 grudnia 1984 w Jurmale) – łotewska koszykarka, występująca na pozycji rozgrywającej, olimpijka.

## Osiągnięcia
Na podstawie, o ile nie zaznaczono inaczej.

### Drużynowe
- Mistrzyni Łotwy (2002–2005, 2008)[3]
- Wicemistrzyni Łotwy (2009, 2010, 2014)[4][5][6]
- 3. miejsce w Lidze Bałtyckiej (2002, 2004, 2008)
- 4. miejsce w Lidze Bałtyckiej (2009)
- Uczestniczka międzynarodowych rozgrywek Euroligi (2007–2009)
- Zdobywczyni pucharu II ligi włoskiej (2011)
- Finalistka pucharu II ligi włoskiej (2012)[7]

### Indywidualne
(* – nagrody przyznane przez portal eurobasket.com)
- Zaliczona do I składu zawodniczek krajowych ligi łotewskiej (2008)*[3]
- Liderka ligi łotewskiej w przechwytach (2006 – 4)[8]

### Reprezentacja
Seniorska
- Uczestniczka:
  - igrzysk olimpijskich (2008 – 9. miejsce)[9][10]
  - mistrzostw Europy (2005 – 6. miejsce, 2007 – 4. miejsce, 2009 – 7. miejsce, 2011 – 8. miejsce, 2015 – 13. miejsce)
  - turnieju FIBA Diamond Ball (2008 – 4. miejsce)
  - kwalifikacji:
    - olimpijskich (2008 – 5. miejsce)
    - do Eurobasketu (2007, 2011, 2015,)

Młodzieżowe
- Uczestniczka kwalifikacji do mistrzostw Europy:
  - U–20 (2004)
  - U–18 (2002)